# Rolf Nagel (Archivar)
Rolf Nagel (* 15. Dezember 1938 in Mönchengladbach) ist ein deutscher Romanist, Archivar, Historiker und Heraldiker.

## Leben
Nagel studierte Romanistik, promovierte zum Dr. phil. und gilt als Experte für Lusitanistik. Er war als Archivar beim Hauptstaatsarchiv Düsseldorf tätig und wurde 1989 als Nachfolger von Jürgen Huck zum Direktor des Stadtarchivs Neuss bestellt. Das Amt bekleidete er vom 1. Januar 1990 bis zum Ende des Jahres 2001. Nagel schrieb insbesondere über Themen der Wappenkunde und ist Mitglied der Académie internationale d’héraldique. Zeitweise fungierte er als deren Präsident. Nagel ist Honorarprofessor der Universität Duisburg-Essen sowie korrespondierendes Mitglied des Herold (seit 1988) und des Instituto Histórico e Geográfico Brasileiro. Auch ist er Mitglied des Düsseldorfer Geschichtsvereins, der ihn 2016 mit seiner „Verdienstmedaille“ ehrte.

## Veröffentlichungen (Auswahl)
- Die Einheit der Grammatik des João de Barros. In: Iberoromania, Band 1971, Heft 3, S. 11 ff.
- Das Problem der portugiesischen Hauptstadt (1580–1640). In: Iberoromania, Band 1971, Heft 3, S. 374 ff.
- als Herausgeber: Die Antoniuspredigt António Vieiras an die portugiesischen Generalstände von 1642. Aschendorff, Münster 1972.
- Kritisch-historische Bemerkungen zu Wappen und Siegel der Stadt Mönchengladbach. In: Archiv und Geschichte. Festschrift Rudolf Brandts (= Archivhefte, Band 11, Landschaftsverband Rheinland, Archivberatungsstelle). Rheinland-Verlag, Köln 1978, S. 15 f. (PDF).
- Zum Beruf des Archivars in Lateinamerika. In: Archivalische Zeitschrift, Band 74 (1978), S. 95–102.
- Archivistica Brasiliae: Zur Neuordnung des brasilianischen Archivwesens. In: Ibero-amerikanisches Archiv. Neue Folge, Band 6, Nr. 4, S. 373–376.
- Das nordrhein-westfälische Landeswappen: Rhein, Roß und Rose. In: Düsseldorfer Jahrbuch. Heft 57/58 (1980), S. 498–510.
- Em tempo de mudança: um conceito activo de Arquivo Nacional. In: Boletim da Biblioteca da Universidade de Coimbra, Band 39 (1984), S. 169–175.
- Um caso especial paleográfico e diplomático di Ducado de Gueldres. In: Boletim do Arquivo da Universidade de Coimbra. Band VII (1985), S. 353–357.
- Rheinisches Wappenbuch. Die Wappen der Gemeinden Städte und Kreise im Gebiet des Landschaftsverbands Rheinland. Rheinland Verlag, Bonn 1986.
- Ein grosses Landeswappen für Nordrhein-Westfalen? In: Schweizerische Heraldische Gesellschaft (Hrsg.): Archivium Heraldicum. Jahrgang 1987, S. 50 f. (PDF).
- als Herausgeber: Rechtsgrundlagen der Heraldik. Gesetze und Verordnungen des 19. und 20. Jahrhunderts (= Archivhefte, Band 19, Landschaftsverband Rheinland, Archivberatungsstelle). Rheinland-Verlag, Köln 1988, ISBN 978-3-7927-1011-1 (PDF).
- St. Quirin an der Heerdter Kanzel. In: Aloys Hüren (Red.): Heerdt im Wandel der Zeit, Bd. 4, herausgegeben vom Bürgerverein Heerdt, Düsseldorf 1990, S. 90.
- Das Landeswappen im neuen Düsseldorfer Landtag. In: Der Herold, Heft 5/1991, S. 137 f.
- Neuss. Ein verlorenes Stadtbild. Wartberg, Gudensberg 1995, ISBN 978-3-8613-4257-1.
- Entstehung, Gestalt und Gebrauch des Landeswappens von Nordrhein-Westfalen. In: Geschichte im Westen. Jahrgang 1996, Heft 1, S. 35–47 (PDF).
- Französische Dokumente. Formen und Schriften (= Schriftenreihe des Stadtarchivs Neuss, Band 16).  Stadtarchiv Neuss, Neuss 1997.
- mit Joachim Oepen (Bearb.): Das Neusser Totenbuch. = Liber animarum capituli monasterii sancti Quirini Nussiensis. (London, British Library, Ms. Add. 15456). Faksimile-Ausgabe. Herausgegeben durch die Stadt Neuss. Mit einem Geleitwort von Raymund Kottje. Stadtarchiv Neuss, Neuss 2000, ISBN 3-922980-20-1.
- Ritter und Heiliger: Zur Heraldik des hl. Quirinus. In: Jahrbuch für den Kreis Neuss 2002. S. 50–53.
- Das Album der Düsseldorfer Künstler für die Königin Stephanie von Portugal (1858). In: Düsseldorfer Jahrbuch. Beiträge zur Geschichte des Niederrheins, Band 79 (2009), S. 375.
- als Herausgeber und Koautor: Herrschaftszeichen und Heraldik. Beiträge zum 15. Kolloquium der Internationaler Akademie der Heraldik (Xanten 2007). Xantener Vorträge zur Geschichte des Niederrheins, Sonderband, Universität Duisburg-Essen, Duisburg-Essen 2010.